# Ponocná aneb Noci Mylady
Ponocná aneb Noci Mylady (ve francouzském originále La Veilleuse, ou les Nuits de Milady) je opereta (či opéra comique) o jednom dějství francouzské skladatelky Loïsy (vl. jm. Louise-Françoise) Pugetové. Libreto k ní napsal její manžel Gustave-Adolphe Lemoine na aktualizovaný námět jedné z epizod Molièrovy komedie George Dandin. Premiéra operety se konala 27. září 1869 v pařížském divadle Théâtre du Gymnase.

## Vznik, historie a charakteristika
Loïsa Pugetová (1810–1889) byla ve druhé třetině 19. století jednou z nejznámějších hudebních skladatelek ve Francii i v Evropě; soustředila se zejména na romance, tj. salonní písně s doprovodem klavíru, často na slova svého přítele a později manžela Gustava Lemoina (1802–1885). Mezi nečetná zabočení do jiných žánrů patřila její raná opéra comique Zlé oko (La Mauvais-œil), jež byla provedena v Théâtre royal de l'Opéra-Comique roku 1836. Pozdním a ojedinělým návratem Lemoina a Pugetové k hudebně-dramatické tvorbě se stala opereta Ponocná, kterou roku 1869 uvedlo Théâtre du Gymnase. Toto divadlo bylo původně vyhrazeno činohře nebo vaudevillu, ale po vyhlášení „svobody divadel“ uvádělo i nejmódnější žánr té doby, totiž operetu. Navíc ho již od roku 1844 řídil bratr Gustava Lemoina, Adolphe Lemoine-Montigny. I tak tisk trochu překvapilo, že se sem dostal kus, „do kterého nacpali tolik hudby“, a částečně Montignymu tuto volbu vyčítali.
V té době již žili manželé Lemoinovi dlouho na odpočinku v Pyrenejích, a tam se také opereta odehrává – nejsou to však Pyreneje historické a venkovsky romantické, jako ve Zlém oku, ale Pyreneje veskrze současné a turistické. Hlavními postavami je pár anglických turistů, kteří nakonec odjíždějí do Paříže. Prostý, ale vtipný děj je podle recenze Gustava Bertranda v hudebním týdeníku Le Ménéstrel „příjemně zamotaný“; ohledně hudby tento recenzent upozorňoval, že ačkoli autoři zvolili žánrové označení „opereta“, měla Ponocná blíže k tradiční „opéra comique“ než k operetám Offenbacha nebo Hervého. O opéře comique hovořil jednoznačně i nestor hudebních kritiků Jules Janin v Journal des débats, který Ponocnou považoval za šťastnou a elegantní věc, která brzy poputuje Francií od jednoho konce do druhého. „Staré pobavila vzpomínkou, nově příchozí nadchla půvabem a potěšila všechny novými písněmi, napsanými prostě, jemně, s doprovodem dud a flažoletů, inu tato šťastná scénka okouzlila všechny počestné lidi.“ U mladší generace kritiků se kus setkal s méně pochopením: „Kdyby byla bezvýznamnost vykázána ze zbytku světa, našli bychom ji v tomto divadelním kousku povstalou z hrobu,“ psal Paul Ferry v La Comédie.
V komorní operetě pro pouhé tři lidi zpěváky účinkovaly známé osobnosti v čele s Irmou Marié, které se právě vrátila z úspěšného amerického turné a stejně jako její protějšek Étienne Preadeu se proslavila v offenbachovském repertoáru. (Podle kritika Maxe Sacerdota se oba „značně snížili, když poskytli svůj talent této buffonérii“.) Samostatného života se dočkala zejména serenáda, kterou trochu ironicky zpívá manželka pod oknem svému obhroublému manželovi, podle Janina ve stylu  Boieldieua nebo Monsignyho.

## Osoby a první obsazení
| osoba         | hlasový obor                   | premiéra (27. září 1869) |
| ------------- | ------------------------------ | ------------------------ |
| Mylord        | baryton (nebo trial)           | Étienne Pradeau          |
| Mylady        | mezzosoprán (première dugazon) | Irma Marié               |
| Gérard, lékař | tenor                          | Ernest Vois              |

## Děj

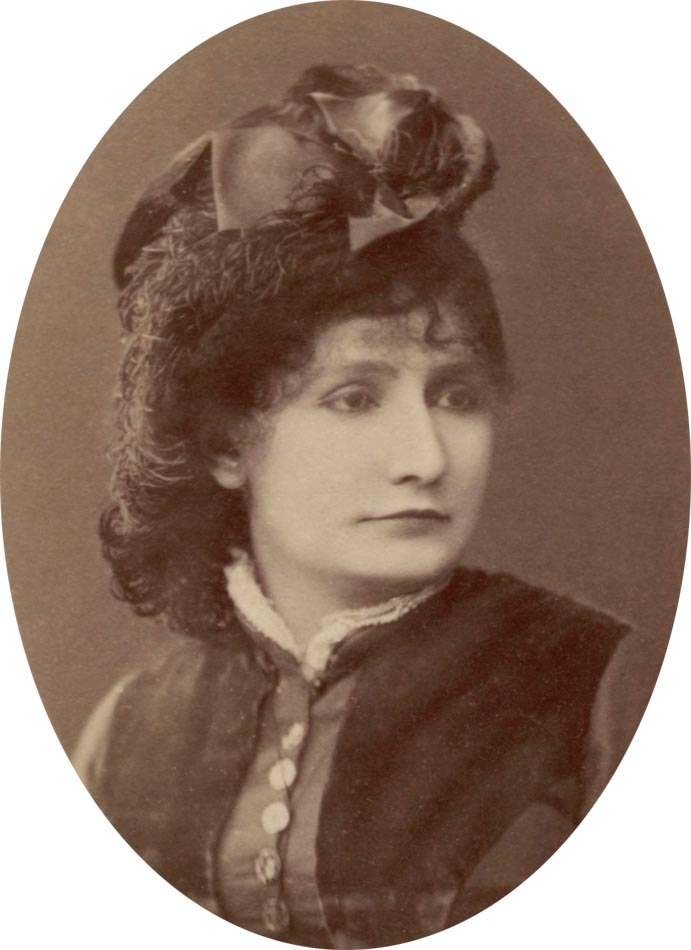
Irma Marié, první představitelka Mylady v Ponocné

(Odehrává se v současnosti – tj. za II. císařství – v Bagnères-de-Bigorre. Dependence hotelu s chatami obývanými Mylordem a Mylady na jedné straně a doktorem Gérardem na druhé)
(Introdukce) Jsou dvě hodiny ráno. Mylady je rozzlobená. Před dvěma měsíci se provdala za Mylorda, vyjeli na dlouhou svatební cestu na kontinent – ale její manžel tráví každý večer v Casinu a ji nechává čekat doma dlouho do noci. Ještě že jí občas dělá společnost mladý doktor Gérard odnaproti.
Mylord – poněkud podroušený – se vrací a potkává se s Gérardem, který vyráží na noční lov na medvěda. Mylord je v dobré náladě, protože porazil ve hře i v pití Gérardova známého Gastona. Vypráví doktorovi svou taktiku: nechává ženu čekat schválně, ať si zvyká, doma v Anglii to nebude jiné – muž venku, žena sama doma, to je britský způsob manželského života. Doktor podotýká, že ve Francii je to trochu odlišné – muž venku, žena doma, ale nikoli sama… (č. 1 kuplet Mylorda a tercet La femme étant fort agile... Et l'on mettait toujours la femme à la raison). Mylord dokonce uzavřel s Gastonem sázku, že na něj bude Mylady čekat vzhůru a se šálkem čaje, a jako důkaz nechal Gastonovi svůj klíč od domu, který proto nebude potřebovat.
Jenže Mylady přinejmenším část rozhovoru vyslechla a je odhodlána se pomstít. Zamkla dveře a nyní nechává manžela nejprve dlouho vyvolávat a pak mu odepře vstup. Má dost toho, že jí lidé výsměšně přezdívají „ponocná“; a jestli si má podle manžela zvykat na samotu, hodlá si zvykat ještě další hodinu. Nechť se zatím Mylord kochá krásou noční krajiny… Jenže se přivalí bouře. Mylady manželovu žadonění nejprve odolává, ale pak se nad ním smiluje a otevře mu. Udělala chybu, pomstychtivý manžel ji obratně zavře venku a hodlá hodinu vyčkat, než ji pustí zpět (č. 2 duet Me laisser une heure à la porte… Mais la nuit est belle… Il a beau dire, il enrage).
Mylady neví, co v dešti dělat, jak manžela přimět, aby ji pustil dovnitř. Zkouší to svůdnou serenádou (č. 3 serenáda Vous dormez, j'arrive à minuit), ale bezvýsledně. Tu se vrací Gérard, kterému počasí zhatilo lov, a přináší i řešení, protože od opilého Gastona získal mylordův klíč. Ale Mylady se chce pomstít. Pod okny své chaty zapřádá milostný rozhovor s Gérardem, ale Mylord si myslí, že je to jen léčka a že Mylady doktorův hlas jen napodobuje – dokud nezačnou zpívat dvojhlasně (č. 4 melodie v dialogu Ce voile trop léger). Mylord se vyřítí ven, Mylady za jeho zády vklouzne do chaty  azamkne za sebou. Když žárlivý mylord tropí scénu, tvrdí mu z obou stran doktor i Mylady, že se celý večer nehnuli z domu a že se Mylordovi musela zdát noční můra. Mylord je dosud natolik opilý a zmatený, že jim uvěří (č. 5 buffo tercet Ah! j'en perdrai la tête… Voue étiez seul, il était tard… C'étai un rêve!). Mylord se musí opět doprosit, aby ho Mylady pustila dovnitř – výměnou za slib, že pojedou do Paříže (č. 6 závěrečný kuplet Paris, Paris, pour les maris).